# Centro Popolare
Il Centro Popolare  è un partito politico  regionale, operante nella Provincia di Trento, di ispirazione cristiano-democratica. Il partito è stato conosciuto anche come  Unione Popolare Democratica (elezioni regionali del 1998) e Unione Popolare Autonomista (elezioni politiche del 2006).
Il partito nacque come sezione provinciale dei Cristiani Democratici Uniti (CDU), da cui poi si separò. Nelle elezioni provinciali del 1998 il partito ottenne il 10,4% dei voti e tre consiglieri provinciali, mentre nel 2003 – dopo che alcuni suoi politici aderirono ad altri partiti centristi – il Centro Popolare si fermò al 2,2% non eleggendo alcun consigliere.
Il partito ottenne un buon risultato nelle elezioni politiche del 2006, dove il suo leader Renzo Gubert ricevette l'11,0% dei voti nel collegio senatoriale Pergine Valsugana.
Il Centro Popolare nel 2006 divenne sezione provinciale di Democrazia Cristiana per le Autonomie e come tale aderì inizialmente a Il Popolo della Libertà (PdL), la cui lista per le elezioni provinciali 2008 incluse esponenti del Centro Popolare.
Nel 2009 l'assemblea del partito ha deciso di non confluire nel PdL, ma di mantenere comunque l'alleanza con esso.
In occasione delle elezioni politiche del 2018 il coordinamento provinciale del partito decide di appoggiare la lista Noi con l'Italia - UDC, invitando al contempo gli elettori che non intendono votare per il centro-destra a sostenere la lista Il Popolo della Famiglia. 